# Charlotte Sainton-Dolby
Charlotte Sainton-Dolby (Londra, 17 maggio 1821 – Londra, 18 febbraio 1885) è stata un contralto, insegnante e compositrice inglese.

## Biografia
Charlotte Helen Dolby nacque a Londra da Samuel Dolby e Charlotte Niven. Suo padre morì quando lei aveva 10 anni. Studiò alla Royal Academy of Music dal 1832 al 1837, con Domenico Crivelli che era il suo principale maestro di canto. Nel 1837 le fu concessa una borsa di studio del re e per la prima volta partecipò ad un concerto della Royal Philharmonic Society nel 1841. Nell'ottobre del 1845 cantò al Gewandhaus, Lipsia, grazie all'influenza di Mendelssohn, che era stata deliziato dal suo canto nel suo oratorio St. Paul. La musica per contralto nel suo Elia fu scritta per la sua voce, ma non è apparsa in quel lavoro fino alla esecuzione all'Exeter Hall il 16 aprile 1847.
Fu la solista principale nella prima esecuzione inglese della Passione secondo Matteo di Bach, diretta da William Sterndale Bennett presso l'Hanover Square Rooms di Londra il 6 aprile 1854.
Sposò il violinista Prosper Sainton nel 1860 e nel 1870 si ritirò dalla carriera di cantante pubblica, ma due anni dopo iniziò un'accademia vocale a Londra. Compì vari tentativi di successo come compositrice e le cantate La leggenda di S. Dorotea (1876), La storia dell'anima fedele (1879) e Florimel (1885) ottennero un notevole successo. La sua ultima apparizione pubblica fu al concerto d'addio di suo marito nel giugno del 1883 e morì nel 1885.
In sua memoria fu istituita una borsa di studio presso la Royal Academy of Music. La sua voce era di moderata potenza e di alta qualità, ma era il suo stile dignitoso e artistico che le diede il posto che occupò per così tanti anni sia negli oratori che nelle ballate.